# Le Pays (Burkina Faso)
Le Pays ist eine Tageszeitung aus dem westafrikanischen Staat Burkina Faso.
Sie erschien im Jahre 1991 zum ersten Mal und damit im Jahr, in dem das Land eine neue demokratische Verfassung bekam. Die Auflage beträgt 3000 Exemplare. Seit 1996 erscheinen wöchentlich das Magazin EVASION und monatlich das Gesundheitsmagazin Votre Santé. Gründer und Herausgeber ist Boureima Sigué.